# Jesse Wheelock Baker
Pour les articles homonymes, voir Baker.
Jesse Wheelock Baker était un commerçant, un inspecteur forestier et un homme politique canadien.

## Biographie
Jesse Wheelock Baker est né le 30 novembre 1854 à Baker Brook, au Nouveau-Brunswick. Son père est Enoch Baker et sa mère est Madeleine Ouellet. Il a épousé Vernie Herbert en septembre 1876 et ils ont eu 4 enfants. Il a épousé Bethsaide Martin en secondes noces le 21 juin 1892 et ils ont eu deux enfants.
Il a été député du comté de Madawaska à l'Assemblée législative du Nouveau-Brunswick de 1908 à 1912 en tant que conservateur.